# Elazar Azikri
Elazar Azikri (hébreu : רבי אלעזר בן משה אזקרי Rabbi Eleazar ben Moshe Azikri) est un rabbin, kabbaliste, poète liturgique et auteur du XVIe siècle (Safed, 1533 - 1600).
Disciple direct d'Isaac Louria, il est principalement connu pour son Sefer haredim (« Livre des dévots »), l'un des écrits fondamentaux de la déontologie judaïque et le Yedid nefesh, chant du chabbat.

## Biographie
Il est né en 1533 à Safed au nord de la Palestine
(alors partie de l'Empire ottoman, aujourd'hui dans l'État d'Israël, dans une famille de Juifs séfarades établis en Palestine après l'expulsion de leur peuple de l'Espagne. 
Il a suivi des études religieuses traditionnelles chez les rabbins
Joseph Saggis et Jacob Berab et est devenu un des plus grands sages et rabbins juifs de son temps, à côté de 
Salomon Alkabetz, de Joseph Caro, de Isaac Louria, de Israël Najara et d'autres.
En 1588 Rabbi Elazar Azikri a fondé une compagnie de fidèles nommée "Soukat Shalom" ("Le Tabernacle de la paix") qui devait réveiller et renforcer la foi aux rangs des Juifs.
On dit que rabbi Elazar passait deux tiers du jour en étudiant Tora et un autre tiers il méditait en silence (état de "hitbodedut" התבודדות= "isolation"). Mais il s'opposait aux jeûnes excessives.
Rabbi Elazar Azikri est mort en 1600 et a été enterré dans sa ville, Safed. 

## Œuvres
Son livre de morale religieuse juive, Sefer ḥaredim, écrit en 1588, a été imprimé de façon posthume en 1601 à Venise. Il s'occupe des 613 impératifs de la foi juive classifiés selon les organes du corps humain visés, avec un accent sur les préceptes liés à la Terre d'Israël.
Il a écrit aussi des commentaires aux traités Beitzá (L'Œuf) et Brakhot (Bénédictions) du Talmud de Jérusalem, et ainsi aux traités Ghittin (Divorce) et Nedarin (Serments) du Talmud babylonien. Il a écrit un commentaire dans la manière kabaliste au Livre des Lamentations, appelé Kol Bokhim קול בוכים (La voix de plaintifs). 
Elazar Azikri est l'auteur des poèmes liturgiques (piyutim), dont le plus connu et touchant est Yedid nefesh (Ami de mon âme) ידיד נפש
qui est entré dans les livres de prières (siddur) des Juifs séfarades et a ensuite été adopté aussi par les Juifs ashkénazes. Ce poème apparaît avec autres deux piyutim à la fin de son livre Sefer haredim.
Bien qu'il s'occupait de la Kabbale et jouissait dans ce domaine de la haute appréciation de Rabbi Isaac Louria, il n'a pas laissé des enseignements mystiques théorétiques.
Tout de même Elazar Azikri a écrit un journal mystique Miley deShmaya (Paroles célestes) consacré à la morale et au culte de Dieu.